# 김동현 (1984년)
김동현 (한국 한자: 金東炫, 1984년 5월 20일 - )은 대한민국의 전직 축구 선수로서 포지션은 스트라이커였다.

## 개요
청구고등학교, 한양대학교를 거쳤다. 탄탄한 체격을 바탕으로 한 과감한 슈팅과 높이와 파워를 앞세운 몸싸움과 공중전 등 허슬 플레이에 강점을 보인다는 점이 크리스티안 비에리와 닮았다는 점에 착안하여 '한국의 비에리'라는 별명이 붙었다.

## 클럽 경력
2003년 J리그의 오이타 트리니타에서 프로 생활을 시작하였으나, 별다른 활약을 하지 못하였다. 하지만 2004년 수원 삼성 블루윙즈로 이적하면서 조금씩 차세대 스트라이커로서의 두각을 나타내기 시작하였고, 2004년 K리그 우승 등에 공헌하였다. 2006년 포르투갈 리가의 SC 브라가로 이적하여 유럽 무대에 데뷔하였고, 데뷔전 상대로 히우 아브를 맞아 팀내 최고 평점을 받는 등 선발 및 교체를 오가며 출장 기회를 많이 잡아 좋은 활약을 펼쳤다. 그 해 러시아 프리미어리그의 FC 루빈 카잔으로 임대되었지만, 현지 부적응 문제로 좋은 활약을 하지 못하였다. 결국 2009년 K리그의 성남 일화 천마로 이적하여, 2007년 K리그 준우승 등에 공헌하였다. 하지만 2008년 팀의 성적 부진으로 김학범 감독에서 신태용 감독 체제로 전환되면서 팀 개편의 일환으로 김진용과의 맞트레이드로 경남 FC로 이적하였다.
2010년에는 군 복무를 위해 광주 상무에 입단하였다.
2011년 프로축구 승부조작 혐의로 구속되었고, K리그에서 영구제명되었다.

## 국가대표팀 경력
2002년 AFC U-20 축구 선수권 대회에 참가하여 대한민국의 우승을 이끌어, 임유환, 권집과 함께 대회 '베스트 11'에 선정되었으며 대회 MVP를 차지하였다.
2004년 12월 19일 독일과의 친선경기에서 A매치에 데뷔하여, 2006년 10월 8일 가나와의 친선경기에서 첫 A매치 득점을 올렸다.

## 플레이 스타일
188cm의 뛰어난 체격 조건을 가지고 있어 강력한 파워와 제공권 장악 능력, 강인한 체력을 선보인다.

## 그 외
2005년 5월 11일 수원 삼성 블루윙즈가 베트남 V-리그의 팀인 호앙아인 자라이를 6-0으로 이긴 경기에서 경기 시작 20초 만에 결승골을 넣어, AFC 챔피언스리그의 최단 시간 득점을 기록하였다.

## 사건
2011년 5월 26일에 K리그 승부조작 사건에 가담한 혐의로 조사받았다. 또한 같은 해 6월 1일, 군 검찰이 청구한 구속영장이 발부되었다. 결국 이 혐의로 징역 3년, 집행유예 5년, 추징금 5000만원을 선고 받았다.
2012년 5월 26일 새벽 2시경 강남구 청담동의 한 건물 지하 주차장에서 메르세데스-벤츠를 주차하고 나오던 40대 여성 박모씨를 협박하여 납치하고 차를 탈취하여 이동 중, 박씨가 극적으로 탈출하여 지나가던 택시에 승차한후 경찰에 신고하자 훔쳐탔던 벤츠 차량을 버리고 도주하던 중 경찰에 검거되었다. 공범인 전직 프로야구 선수 윤찬수도 주변에서 배회하다 함께 검거되었다.
2013년 1월 17일 2심에선 징역 3년이 선고된 뒤 법정구속됐다. 같은 날 공범 윤찬수도 징역 2년 6월에 집행유예 3년이 선고됐다.

## 수상 내역

### 개인
- 2002년 AFC U-20 축구 선수권 대회 MVP 수상
- 2002년 AFC U-20 축구 선수권 대회 베스트 11 선정

### 클럽

#### 수원 삼성 블루윙즈
- K리그 우승 1회 (2004년)
- K리그 컵 우승 1회 (2005년)
- 대한민국 슈퍼컵 우승 1회 (2005년)
- A3 챔피언스컵 우승 1회 (2005년)

#### 성남 일화 천마
- K리그 준우승 1회 (2007년)